# 遺産の資源利用
遺産の資源利用（いさんのしげんりよう、英：Heritage resource use）とは、各種の遺産（文化財などの文化遺産や自然環境などの自然遺産）に眠る潜在的な資源（主として天然資源）を利用すること、特に産業的な利用を図るもので「遺産の資源活用」ともいい、「Heritage
resource development（遺産の資源開発）」と表現することもある。通常の資源利用・開発と異なり、”保護されるべき場所（遺産）”での行為のため、失われるものの甚大さが問題となる。

## 抄記

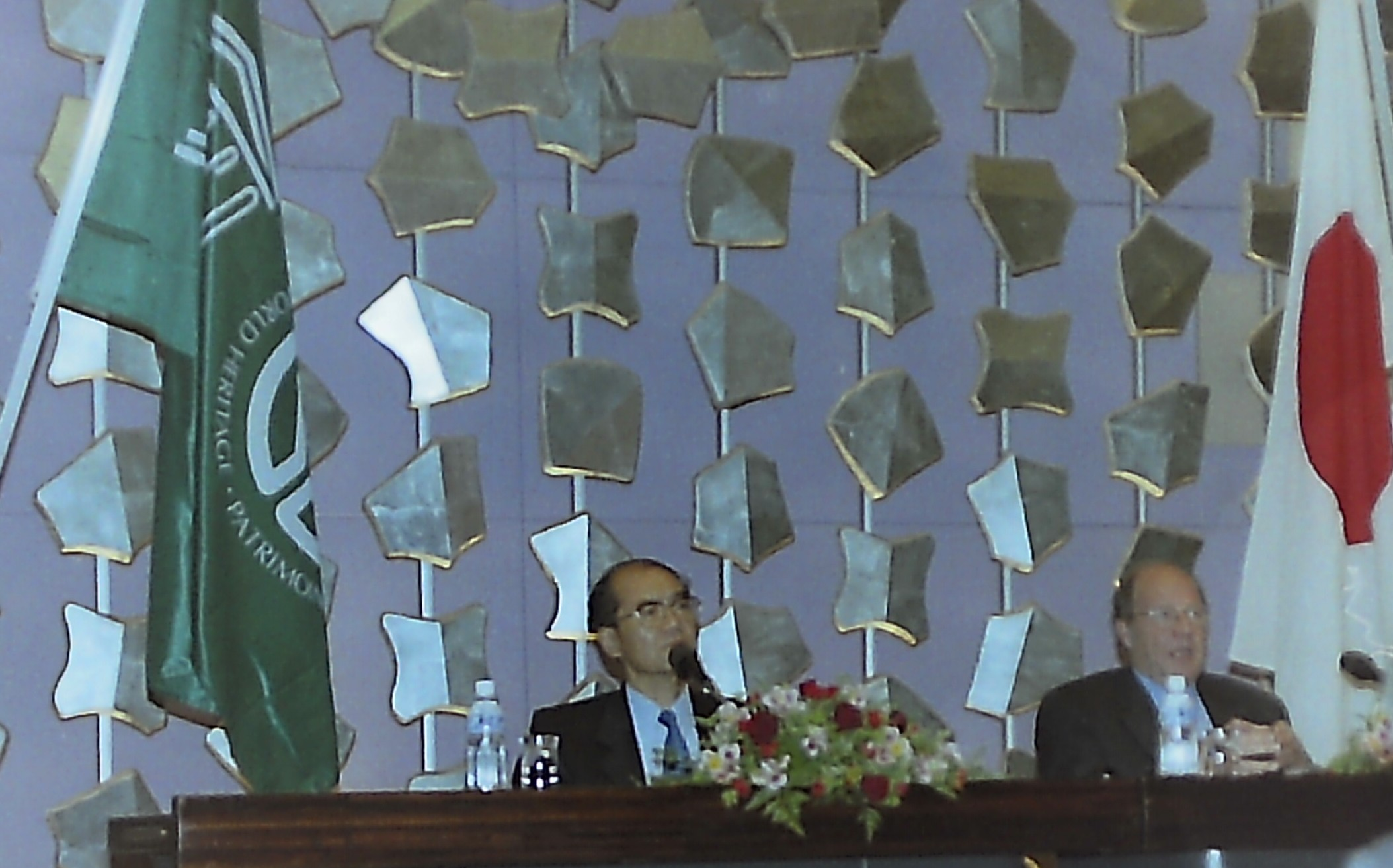
第22回世界遺産委員会で「遺産の資源利用」に関し言及があった

1998年に京都で開催された第22回世界遺産委員会において、オーストラリアの世界遺産であるカカドゥ国立公園におけるウラン掘削による環境破壊（生態系への放射能汚染）の実態を「Resource development in the world 
heritage（世界遺産における資源開発）」として報告した際に用いられた「Heritage resource utilization（遺産の資源利用）」が発端となり、以後世界遺産委員会での危機遺産討議やユネスコ総会などでもしばしば議題で引き合いに出される言葉となった。
その後、ウガンダの野生生物研究者であるMoses Wafula Mapesが国際自然保護連合（IUCN）などで発表した『HERITAGE: CONSERVATION VS DEVELOPMENT - CHALLENGING OUR AND ATITUDES』等の関連論文とそれに伴う講演により、「resource use」という簡易な言葉に置き換わった。

## 実害
地下埋蔵資源以外の事例では、オマーンのアラビアオリックスの保護区で生物資源としてのアラビアオリックスが密猟により激減し、その生息域における原油や天然ガスの採掘による保護区指定地の縮小もあり初の世界遺産登録抹消事例となった。

## 利用促進の要因
遺産と呼ばれる場所は公共性が高いことから、そこに埋蔵する資源も公共財と捉えられ、遺産の保護意識より公益性ある社会資本として利潤を求める経済性が優先されがちで、特に途上国において顕著に行われる傾向が強い。例えばギニアとコートジボワールに跨る世界遺産ニンバ山厳正自然保護区は登録前に採掘権が認められていたこともあり、現在でも周辺では採掘が行われている。
またキリスト教社会では、自然を切り拓くことが神から与えられた使命とする思考が行動原理ともなる（人間中心主義）。その根幹は『ギルガメシュ叙事詩』にあるレバノン杉の森における木の神征伐にまで溯り由来する（自然破壊#指摘される背景も参照）。
日本ではエネルギー問題の観点から国立公園・国定公園での地熱発電を政策として推進する動きがある。

## 産業遺産の産業資源化
遺産の資源利用は産業用途が主であるが、対象が産業遺産である場合、鉱業系の地下資源を除けば、その遺産は建物（工場）と設備類などに限られるが、操業中の稼働遺産であれば多くが民間企業のため公共性ある利用は困難である。むしろ廃工場のスクラップリサイクルのような資源利用（再利用）は積極的に行われるべきであるが、所有権が曖昧になっていることが多く困難な状況にある。

### 人的資源の利用
産業遺産の理念は、ニジニータギル憲章が定めた「歴史的・技術的・社会的・科学的な遺構（建物・機械・土木施設・土地・輸送伝達手段などと製品を消費する生活・社会活動の場）」における「構築物・設備・製品サンプル・景観・記録そして人間の記憶や習慣に刻まれた無形の記録」の保護を目的とする。産業用ロボットの普及による機械化（オートメーション）は著しく、コンピュータや人工知能による生産管理が進むことで、これまでの人間による労働生産（特に第二次産業）の足跡は❝過去の遺産❞となる。
しかし、「人間の記憶や習慣に刻まれた無形の記録」は狭義では文書記録を補う証言だが、広義では運動学習（反復動作）によって体に刷り込まれた手続記憶や筋肉の記憶、実務経験に基づく品質管理・安全管理体制、生産性向上と就労環境を両立させるアイデア、工程における人間工学やサイバネティックス、工学的発明（知的財産）まで含まれる。これは野中郁次郎が「暗黙知マネジメント」として指摘した「言葉などで表現しにくい、経験や勘に基づく知識」であり、日本では自発的に作業効率を工夫する「改善」や従業員のコツやノウハウに頼る職人的な暗黙知に支えられてきた企業風土があり、それを活かした人材経営論がある。こうした産業分野での人的資源（ヒューマン・キャピタル）の利用は人間性の観点から重視される。

## 持続可能な開発
遺産における天然資源の利用が過度に進むと資源枯渇による資源リスクが危惧される。日本では知床において漁業規制による水産資源の確保が、白神山地では緩衝地帯となる里山での入会地など、ローカル・コモンズ管理が意識されている。遺産の資源利用は環境経済学に基づく持続可能な開発が求められる。
こうしたことをうけ、2012年（平成24年）にユネスコ文化遺産の諮問機関国際記念物遺跡会議（ICOMOS）が「Energy and Sustainability in Heritage（遺産のエネルギーと持続可能性）」に関する国際科学委員会を設立し検討を開始した。
また2022年（令和4年）に自然遺産の諮問機関国際自然保護連合（IUCN）も既存の自然遺産と今後登録を目指す地域を含め、開発に伴う遺産影響評価（HIA）を緩衝地帯やさらにその外側に至る広範囲まで言及するよう求め、その審査次第では間接的な余波であっても登録抹消や新規登録見送りが生じる可能性があることを示唆した。

## 類似例
資源利用という言葉のもつ意味としては否定肯定の双方に解釈でき、本来は否定的な主張であったが、肯定的な意味合いとして「遺産の商品化」のような事例もある。こちらは観光開発に主眼を置くものになり、より観光利用を意識したものに日本遺産がある（観光資源という認識による資源利用）。
国立西洋美術館（ル・コルビュジエの建築作品）のようなリビングヘリテージの場合、アダプティブユースやユニークベニューといった活用が遺産の資源利用となり、可動遺産としての美術工芸品の展示そのものも遺産の資源利用となる。
国連食糧農業機関が推進する世界重要農業遺産システム（農業遺産）認定地である佐渡ではトキと共生すべく無農薬栽培を実施することでブランド米として売り出す経済的手法を採るが、これも遺産の資源利用となる。
ユネスコでは都市遺産という制度の模索が始まっており、都市そのものを遺産と見なすのであれば都市鉱山も遺産の資源利用の一種といえる。
かんがい施設遺産における資源は水になるが、水に関しては必ずしも上記類例のような肯定的利用になるとは限らない。（下節参照）

### 水資源利用の課題
Earth Watchers CenterやGlobal Heritage Networkは「水（水循環）は❝地球の遺産（Earth Heritage）❞」と形容するが、水の危機は深刻な国際問題で地域紛争にも発展しており、国連の気候変動に関する政府間パネルによると世界人口の８割が水ストレスの影響を受けていると報告している。このため2012年の国連持続可能な開発会議（リオ＋20）では水問題が解決すべき優先順位に上げられた。こうしたことをうけ、世界水会議が世界水システム遺産を設立した。
中国の世界遺産である三江併流の怒江（サルウィン川上流部）ではダム建設が計画されており、景観や生態系への影響が懸念されるだけでなく、流域は中国でも貧困地帯ながらダムによる発電の恩恵が受けられないばかりか、一帯に暮らす少数民族の居住地やチベット仏教の聖地のような心の拠り所が水没しようとしているが、それに対する抗議は揉み消されている。
日本では外国人による水源地周辺の土地の買い占めが危惧される。これまで水源地に関しては河川法や水道法により水質維持を重視してきたが、水源地における地下水（自由地下水）保全に関しては規程がなく、水資源全般でみると所管が７省庁に跨がる縦割り行政状態であった。これをうけ2014年に水循環基本法が成立した。これは河川・上下水道・農業用水などの管理を内閣に設置した水循環政策本部に集約し、担当大臣も置かれ（国交相兼務の無任所）、水源地保護から水害防止までを一元化する。但し、罰則条項がないため地権者への監視や取り締まりをどうするか、また既に買収された水源地に関しては現行法では対処しきれないなどの課題も残る。なお、世界貿易機関の取り決めでは水源地（厳密には土地ではなく水利権）の国際売買が認められている。